# Takurō Fujii
Takurō Fujii (jap. 藤井拓郎 Fujii Takurō; ur. 21 kwietnia 1985 w Osace) – japoński pływak specjalizujący się w pływaniu stylem motylkowym, dwukrotny medalista olimpijski.
Do największych sukcesów Japończyka zalicza się zdobycie dwóch medali igrzysk olimpijskich. W 2008 roku wywalczył brąz w Pekinie w 4 × 100 m stylem zmiennym, a srebrny medal wygrał w 2012 roku w Londynie w tej samej konkurencji.
Fujii jest również zdobywcą czterech medali podczas igrzysk azjatyckich w 2010 roku w Kantonie. Zwyciężył w sztafecie 4 × 100 m stylem zmiennym, zajął drugie miejsca na 100 m stylem motylkowym oraz w sztafecie 4 × 100 m stylem dowolnym oraz był trzeci na 100 m stylem dowolnym.